# Mémorial Bruno Neves
Le Mémorial Bruno Neves est une course cycliste portugaise disputée au printemps autour de la localité d'Oliveira de Azeméis, dans le district d'Aveiro. Créée en 2009, cette épreuve rend hommage à l'ancien cycliste professionnel Bruno Neves, lui-même originaire des lieux. Elle fait partie du calendrier national de la Fédération portugaise de cyclisme,. 
Après une interruption de plusieurs années, la course refait son apparition en 2025. Elle avait été suspendue en raison de problèmes budgétaires. Cette treizième édition est remportée par Miguel Salgueiro, qui s'impose en solitaire. Le podium est complété par Francisco Campos et Duarte Domingues. 

## Palmarès
| Année     | Vainqueur        | Deuxième                 | Troisième               |
| --------- | ---------------- | ------------------------ | ----------------------- |
| 2009      | Edgar Pinto      | Henrique Casimiro        | José Mendes             |
| 2010      | David Bernabéu   | Edgar Pinto              | Sérgio Ribeiro          |
| 2011      | Sérgio Ribeiro   | Edgar Pinto              | Bruno Sancho            |
| 2012      | António Amorim   | Virgílio dos Santos      | Celestino Pinho         |
| 2013      | Rafael Silva     | Arkaitz Durán            | Jorge Martín Montenegro |
| 2014      | César Fonte      | Vicente García de Mateos | Luís Fernandes          |
| 2015      | César Fonte      | Frederico Figueiredo     | Diego Rubio             |
| 2016      | Ángel Sánchez    | António Barbio           | Joaquim Silva           |
| 2017      | Mario González   | Joaquim Silva            | Domingos Gonçalves      |
| 2018      | António Barbio   | Aleksandr Grigorev       | Pedro Paulinho          |
| 2019      | Antonio Angulo   | Joni Brandão             | Luís Fernandes          |
| 2020      | Pas organisé     | Pas organisé             | Pas organisé            |
| 2021      | Daniel Mestre    | Rafael Silva             | Tomás Contte            |
| 2022-2024 | Pas organisé     | Pas organisé             | Pas organisé            |
| 2025      | Miguel Salgueiro | Francisco Campos         | Duarte Domingues        |